# TiHKAL
TiHKAL: The Continuation est un ouvrage d'Alexander et Ann Shulgin publié en 1997. Le terme « TiHKAL » est un acronyme de Tryptamines i Have Known And Loved, sur le même principe que son ouvrage précédent, PiHKAL: A Chemical Love Story.